# エクラン社
エクラン社（えくらんしゃ）とは、映画製作・俳優養成事務所。
松本常保によって1948年に「えくらん社」として設立。映画製作部門は1959年に日本電波映画株式会社として分離独立する。
日本電波の解散後は大映京都撮影所の隣の松竹京都映画の敷地内に移動。
2007年に解散後、所属俳優の多くは「松竹俳優グループ（松竹京都演技G、とも）」に合流して活動を続けている。

## エクラン演技集団
エクラン演技集団(-えんげきしゅうだん)とは、エクラン社の所属俳優がエキストラとして出演する場合にクレジットされるチーム名。俳優が役付で出演した場合には個人名でクレジットされる。あまりにも出演頻度が高いため、視聴者による認知度も高く、ファンが多い（東映京都における剣会のようなもの）。

## 所属していた俳優
- 東悦次
- 池田勝志
- 加藤正記
- 松尾勝人
- 横堀秀勝
- 大石昭弘
- 大迫英喜
- 東田達夫
- 平井靖
- 仲野毅
- 船津正康
- 山内八郎
- 山村嵯都子
- 美鷹健児
- 梶原伸隆
- 橋本和博
- 広田和彦
- 加藤伯明
- 宮谷隆俊
- 丸尾好広
- 村山茂

## チームとして出演した作品
- 白獅子仮面
- 鬼平犯科帳
- 雲霧仁左衛門
- 剣客商売
- 御家人斬九郎
- 参上! 天空剣士
- 鞍馬天狗（1990年版）
- 必殺シリーズ